# Giovanna di Brabante
Giovanna di Brabante (24 giugno 1322 – Bruxelles, 1º dicembre 1406) fu duchessa di Brabante e duchessa di Limburgo dal 1355 al 1404. Fu anche contessa consorte di Hainaut, e contessa consorte d'Olanda e Zelanda, dal 1337 al 1345 e poi duchessa consorte di Lussemburgo dal 1352 al 1383.

## Origine
Giovanna era la figlia primogenita del duca di Lorena e Brabante e duca di Limburgo, Giovanni III di Brabante e della di lui moglie, Maria d'Évreux.

## Biografia
Nel 1334 suo padre era in guerra contro Luigi I di Fiandra, per il controllo di Mechelen, e la pace fu negoziata, in quello stesso anno, dopo che la guerra era durata oltre due anni, anche per merito del Conte di Hainaut e conte d'Olanda e di Zelanda Guglielmo I di Hainaut; Giovanna, in quello stesso anno, fu data in moglie al figlio di Guglielmo I di Hainaut, anche lui di nome Guglielmo.
Nel 1337 suo marito succedette al padre, quando quest'ultimo era in procinto di organizzare una lega contro il regno di Francia, a sostegno del genero Edoardo III d'Inghilterra, che della Francia rivendicava il trono: infatti, all'inizio della guerra dei cent'anni, Guglielmo I si era schierato col genero Edoardo III contro il proprio cognato Filippo di Valois, re di Francia e aveva formato una coalizione con Edoardo, Giovanni III di Brabante, il duca di Gheldria, l'arcivescovo di Colonia e il conte di Juliers, morendo però poco dopo.
Giovanna rimase vedova nel 1345; suo marito, durante il tentativo di pacificare la Frisia (in parte dipendente dai conti d'Olanda) in rivolta, fu ucciso in uno scontro coi ribelli.
Alla morte di Guglielmo II, dato che il loro unico figlio Guglielmo era morto in tenera età, i titoli (Hainaut, Olanda, Zelanda e Frisia) passarono alla maggiore delle sue sorelle, Margherita, in quanto le furono assegnati dal marito, duca di Baviera, re di Germania e imperatore, Ludovico IV di Wittelsbach, detto il Bavaro, trascurando le legittime aspettative della altre sorelle.
Giovanna, rimasta vedova, fece ritorno nel Brabante e per l'interessamento del re di Francia, Filippo VI di Valois, nel giugno 1347, fu combinato il secondo matrimonio con Venceslao, figlio del Re di Boemia e Conte di Lussemburgo Giovanni I.
Dopo aver ottenuto la dispensa da papa Clemente VI, nel 1352 si sposò in seconde nozze con Venceslao.
Giovanni III morì il 5 dicembre 1355 essendo già morti i tre figli maschi, dopo aver raccomandato agli stati generali del Brabante di servire fedelmente la sua erede, la figlia primogenita Giovanna e il marito Venceslao I. Giovanna, essendo la primogenita, succedette al padre. Il 3 gennaio 1356 Venceslao giurò sul Blijde Inkomst, al fine di mantenere l'unità del Ducato di Brabante ed evitare una spartizione tra le figlie di Giovanni; Giovanna divenne duchessa di Brabante e duchessa di Limburgo.
Il conte Luigi II di Fiandra, sposato a Margherita di Brabante (sorella minore di Giovanna), reclamava tuttavia la dote che Giovanni III aveva promesso, e che invece il successore Venceslao si rifiutava di versare; altro motivo di attrito era la somma che il Brabante ancora doveva alla contea delle Fiandre per l'acquisto della città di Malines. Luigi, occupata militarmente Malines, si diresse verso Bruxelles, che conquistò il 17 agosto 1356; altre città si arresero in breve ai fiamminghi.
Giovanna riparò a Maastricht con la corte sotto la protezione del fratellastro maggiore di Venceslao, Carlo IV di Lussemburgo; nell'arco di pochi mesi i fiamminghi furono cacciati da Bruxelles e da molte altre località, mantenendo tuttavia il controllo di una parte del ducato. La pace fu conclusa ad Ath l'anno successivo, sotto la mediazione di Guglielmo III di Hainaut.
Il 29 marzo 1357 Giovanna si impegnò - in cambio della protezione imperiale - a riconoscere come erede dei ducati di Brabante e Limburgo l'imperatore Carlo IV, o il più vicino dei suoi eredi in linea maschile.
Nel 1371, sovrastimando le proprie forze, suo marito Venceslao, decise di attaccare il ducato di Jülich, ma fu sonoramente sconfitto a Baesweiler, dove perse parte del suo esercito, parecchi nobili persero la vita e Venceslao stesso fu fatto prigioniero e rimase in cattività per undici mesi.
Giovanna rimase vedova per la seconda volta, senza nessuna discendenza: suo marito Venceslao morì (alcune indiscrezioni dicono di lebbra), nel 1383, a Lussemburgo.
Attaccata nel 1386 da Guglielmo I duca di Gheldria, alleato degli inglesi nella guerra dei cent'anni, e non potendo contare sull'appoggio del figlio di Carlo IV, l'imbelle Venceslao, Giovanna chiese aiuto a Filippo l'Ardito (suo nipote acquisito in quanto marito di Margherita III delle Fiandre, figlia di sua sorella). Ben contento di estendere la propria influenza sui Paesi Bassi, Filippo convinse il re di Francia a organizzare una spedizione contro Guglielmo, e un'armata di 100 000 uomini marciò sulla Gheldria: allo scopo di risparmiare il Brabante Filippo fece compiere alle truppe una lunga e faticosa deviazione per le Ardenne, i ducati di Kleve e Jülich. Guglielmo evitò per poco il disastro facendo atto di sottomissione al re di Francia.
Giovanna seppe ricompensare l'aiuto di Filippo l'Ardito: con atto del 28 settembre 1399, non avendo figli, nominò erede dei ducati di Brabante e Limburgo Margherita III delle Fiandre, sposa di Filippo. Quest'ultimo, volendo assicurarsi, vivente Giovanna, dell'aderenza alla volontà della duchessa da parte dei rappresentanti delle province del Brabante, si recò a Bruxelles e promise che, in caso di riconoscimento della successione, avrebbe reso al Brabante le città di Malines e Anversa. La risposta fu evasiva. Anche al re dei Romani Venceslao, che in virtù del trattato del 1357 e in quanto erede del ducato del Lussemburgo, reclamava la successione, fu data analoga risposta. Filippo, distribuendo oro a piene mani, si guadagnò il favore della maggioranza dei rappresentanti, e riuscì ad ottenere, nel 1403, il riconoscimento della successione a favore del proprio figlio Antonio di Borgogna.
Pochi giorni dopo la morte di Filippo di Borgogna, il 7 maggio 1404, Giovanna abdicò in favore di Margherita; con atto del 19 dello stesso mese quest'ultima fece dono del Brabante ad Antonio, suo secondo figlio.
Giovanna di Brabante morì a Bruxelles il 1º dicembre di due anni dopo e fu sepolta nella chiesa dei Carmelitani; la sua tomba venne eretta solo dopo il 1450, e venne pagata nel 1459 da Filippo III di Borgogna, andando poi distrutta nel corso delle guerre rivoluzionarie francesi.

## Matrimoni e discendenza
Giovanna al primo marito Guglielmo II diede un figlio:
- Guglielmo, morto in tenera età.

Giovanna al secondo marito Venceslao non diede alcun figlio.

## Ascendenza
|                                                      |                                |                                                   | Genitori                                                 |  |  | Nonni |  |  | Bisnonni                                           |  |  | Trisnonni                                 |  |
|                                                      |                                |                                                   |                                                          |  |  |       |  |  | 8. Giovanni I, duca di Brabante, Lorena e Limburgo |  |  | 16. Enrico III, duca di Brabante e Lorena |  |
|                                                      |                                |                                                   |                                                          |  |  |       |  |  | 8. Giovanni I, duca di Brabante, Lorena e Limburgo |  |  | 16. Enrico III, duca di Brabante e Lorena |  |
|                                                      |                                | 17. Alice di Borgogna                             |                                                          |  |  |       |  |  | 8. Giovanni I, duca di Brabante, Lorena e Limburgo |  |  |                                           |  |
| 4. Giovanni II, duca di Brabante, Lorena e Limburgo  |                                |                                                   |                                                          |  |  |       |  |  | 8. Giovanni I, duca di Brabante, Lorena e Limburgo |  |  |                                           |  |
|                                                      |                                | 9. Margherita di Dampierre                        | 18. Guido di Dampierre, conte di Fiandra                 |  |  |       |  |  |                                                    |  |  |                                           |  |
|                                                      |                                | 9. Margherita di Dampierre                        | 18. Guido di Dampierre, conte di Fiandra                 |  |  |       |  |  |                                                    |  |  |                                           |  |
|                                                      |                                | 9. Margherita di Dampierre                        | 19. Matilde di Béthune                                   |  |  |       |  |  |                                                    |  |  |                                           |  |
| 2. Giovanni III, duca di Brabante, Lorena e Limburgo |                                | 9. Margherita di Dampierre                        |                                                          |  |  |       |  |  |                                                    |  |  |                                           |  |
|                                                      |                                | 10. Edoardo I, re d'Inghilterra                   | 20. Enrico III, re d'Inghilterra                         |  |  |       |  |  |                                                    |  |  |                                           |  |
|                                                      |                                | 10. Edoardo I, re d'Inghilterra                   | 20. Enrico III, re d'Inghilterra                         |  |  |       |  |  |                                                    |  |  |                                           |  |
|                                                      |                                | 10. Edoardo I, re d'Inghilterra                   | 21. Eleonora di Provenza                                 |  |  |       |  |  |                                                    |  |  |                                           |  |
| 5. Margherita d'Inghilterra                          |                                | 10. Edoardo I, re d'Inghilterra                   |                                                          |  |  |       |  |  |                                                    |  |  |                                           |  |
|                                                      |                                | 11. Eleonora di Castiglia                         | 22. Ferdinando III, re di Castiglia e León               |  |  |       |  |  |                                                    |  |  |                                           |  |
|                                                      |                                | 11. Eleonora di Castiglia                         | 22. Ferdinando III, re di Castiglia e León               |  |  |       |  |  |                                                    |  |  |                                           |  |
|                                                      |                                | 11. Eleonora di Castiglia                         | 23. Giovanna di Dammartin, contessa di Aumale e Ponthieu |  |  |       |  |  |                                                    |  |  |                                           |  |
| 1. Giovanna, duchessa di Brabante, Lorena e Limburgo |                                | 11. Eleonora di Castiglia                         |                                                          |  |  |       |  |  |                                                    |  |  |                                           |  |
|                                                      | 12. Filippo III, re di Francia | 24. Luigi IX, re di Francia                       |                                                          |  |  |       |  |  |                                                    |  |  |                                           |  |
|                                                      | 12. Filippo III, re di Francia | 24. Luigi IX, re di Francia                       |                                                          |  |  |       |  |  |                                                    |  |  |                                           |  |
|                                                      | 12. Filippo III, re di Francia | 25. Margherita di Provenza                        |                                                          |  |  |       |  |  |                                                    |  |  |                                           |  |
| 6. Luigi, conte d'Évreux                             | 12. Filippo III, re di Francia |                                                   |                                                          |  |  |       |  |  |                                                    |  |  |                                           |  |
|                                                      |                                | 13. Maria di Brabante                             | 26. Enrico III, duca di Brabante e Lorena (= 16)         |  |  |       |  |  |                                                    |  |  |                                           |  |
|                                                      |                                | 13. Maria di Brabante                             | 26. Enrico III, duca di Brabante e Lorena (= 16)         |  |  |       |  |  |                                                    |  |  |                                           |  |
|                                                      |                                | 13. Maria di Brabante                             | 27. Alice di Borgogna (= 17)                             |  |  |       |  |  |                                                    |  |  |                                           |  |
| 3. Maria d'Évreux                                    |                                | 13. Maria di Brabante                             |                                                          |  |  |       |  |  |                                                    |  |  |                                           |  |
|                                                      |                                | 14. Filippo d'Artois, signore di Conches-en-Ouche | 28. Roberto II, conte d'Artois                           |  |  |       |  |  |                                                    |  |  |                                           |  |
|                                                      |                                | 14. Filippo d'Artois, signore di Conches-en-Ouche | 28. Roberto II, conte d'Artois                           |  |  |       |  |  |                                                    |  |  |                                           |  |
|                                                      |                                | 14. Filippo d'Artois, signore di Conches-en-Ouche | 29. Amica di Courtenay                                   |  |  |       |  |  |                                                    |  |  |                                           |  |
| 7. Margherita d'Artois                               |                                | 14. Filippo d'Artois, signore di Conches-en-Ouche |                                                          |  |  |       |  |  |                                                    |  |  |                                           |  |
|                                                      |                                | 15. Bianca di Bretagna                            | 30. Giovanni II, duca di Bretagna                        |  |  |       |  |  |                                                    |  |  |                                           |  |
|                                                      |                                | 15. Bianca di Bretagna                            | 30. Giovanni II, duca di Bretagna                        |  |  |       |  |  |                                                    |  |  |                                           |  |
|                                                      |                                | 15. Bianca di Bretagna                            | 31. Beatrice d'Inghilterra                               |  |  |       |  |  |                                                    |  |  |                                           |  |
|                                                      |                                | 15. Bianca di Bretagna                            |                                                          |  |  |       |  |  |                                                    |  |  |                                           |  |